# Maršálština
Maršálština (maršálsky Kajin Ṃajeḷ nebo Kajin Majōl), též marshallština či ebonština, je jazyk patřící do austronéské jazykové rodiny. Tímto jazykem mluví obyvatelé Marshallových ostrovů a ostrova Nauru. Spolu s angličtinou je oficiálním jazykem na Marshallových ostrovech.

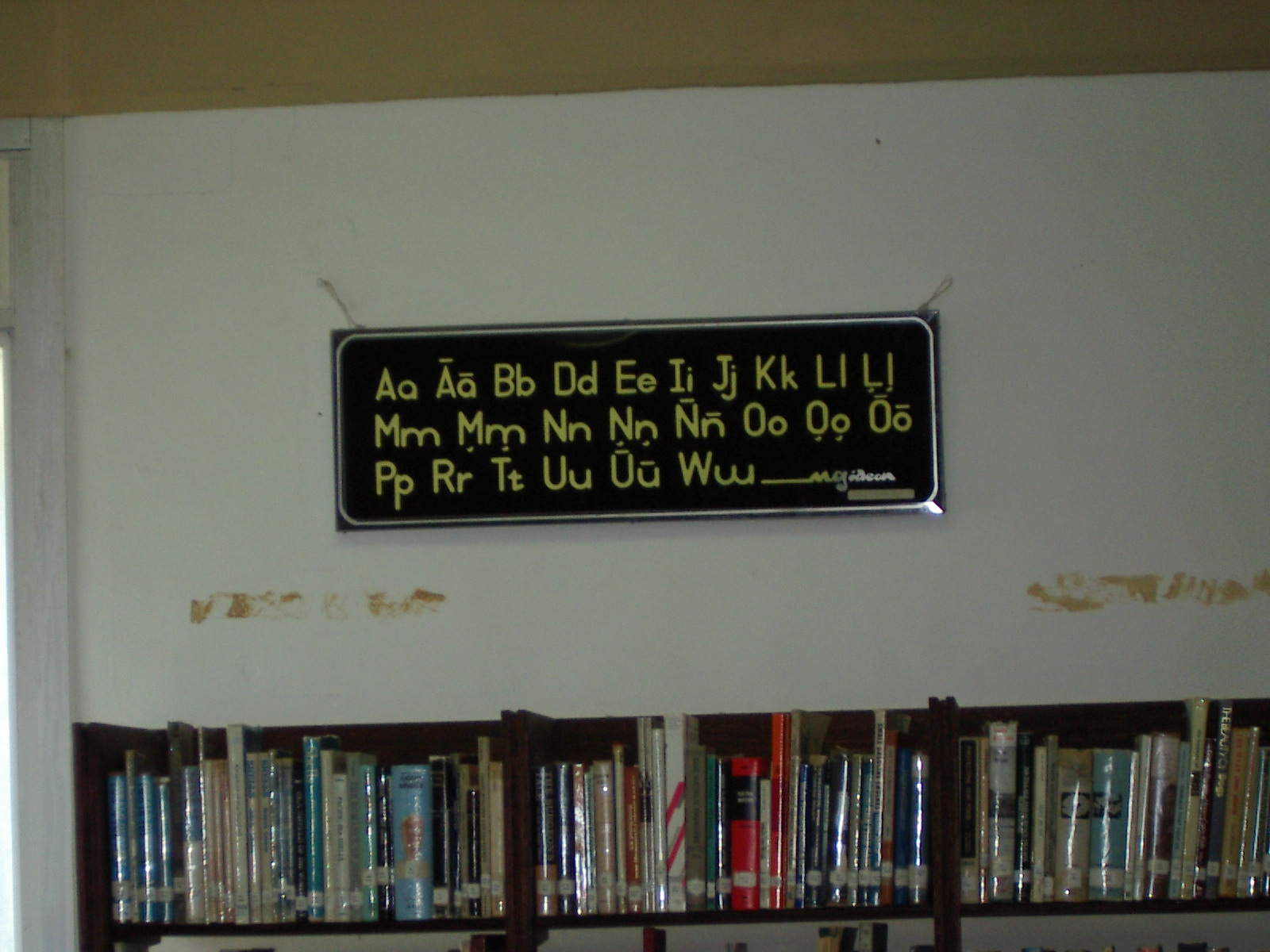
Maršálská abeceda v knihovně v Majuru

Maršálština je jedním ze tří dosud známých jazyků s mluvnickou kategorií čísla vyjadřující čtyři osoby či věci (zbylými jazyky jsou český znakový jazyk a sursurunga, jazyk užívaný na Novém Irsku u Nové Guineje).

## Abeceda
Maršálská abeceda obsahuje 24 písmen.
| A | Ā | B | D | E | I | J | K | L | L‌̧ | M | M̧ | N | N‌̧ | N̄ | O | O̧ | Ō | P | R | T | U | Ū | W |
| a | ā | b | d | e | i | j | k | l | l‌̧ | m | m̧ | n | n‌̧ | n̄ | o | o̧ | ō | p | r | t | u | ū | w |

## Příklady

### Číslovky
| Maršálsky    | Česky |
| juon         | jeden |
| ruo          | dva   |
| jilu         | tři   |
| emān         | čtyři |
| ļalem        | pět   |
| jiljino      | šest  |
| jiljilimjuon | sedm  |
| ratōk        | osm   |
| ratimjuon    | devět |
| jon̄oul       | deset |

## Vzorový text
Otčenáš (modlitba Páně):
Jememwōj i lañ,
En Kwōjarjar Etaṃ.
En itok Aṃ aelōñ.
Ren kōṃanṃan ankil
Aṃ āinwōt i lañ,
barāinwōt ioon laḷ. Rainin kwōn
letok ñan kōm kijem rainin.
Im joḷọk amwōj ṃuri ippaṃ,
āinwōt kōm ar joḷọk
an armej ṃuri ippem.
Im jab kadeḷọñ kōm ilo kapo,
a lọmọọren kōm jān
eo e nana. Amen.

### Všeobecná deklarace lidských práv
| maršálsky | Armij otemjej rej rujlok ilo anemkwoj im jonon utiej eo im maron ko air wot juon. Emwij lelok non ir maron in bukot non ir make im bareinwot boklikot kin men ko rej tomaki im bwe jerbal non dron ilo juon jitobon jimpenjatin. |
| česky     | Všichni lidé se rodí svobodní a sobě rovní co do důstojnosti a práv. Jsou nadáni rozumem a svědomím a mají spolu jednat v duchu bratrství.                                                                                       |